# Dywizja Forteczna Frankfurt nad Odrą
Dywizja Forteczna Frankfurt nad Odrą (niem. Festungs-Division Frankfurt/Oder) – jedna z niemieckich dywizji fortecznych. Utworzona w styczniu 1945 we Frankfurcie nad Odrą. Podporządkowana V Korpusowi SS ze składu 9 Armii (Grupa Armii Wisła). W kwietniu 1945 rozbita przez Armię Czerwoną. 

## Dowódca
- gen. por. (niem. Generalleutnant) Hermann Meyer-Rabingen

## Skład
- 1 Forteczny Pułk Grenadierów
- 2 Forteczny Pułk Grenadierów
- 3 Forteczny Pułk Grenadierów
- 4 Forteczny Pułk Grenadierów
- 1449 Batalion Piechoty Fortecznej
- 84 Forteczny Baon Karabinów Maszynowych
- 829 Forteczny Batalion Artylerii Przeciwlotniczej
- 59 Szkoleniowy Batalion Artylerii Uzupełnień
- 1325 Forteczny Batalion Artylerii
- 1326 Forteczny Batalion Artylerii
- 3157 Forteczny Batalion Artylerii
- 952 Zaporowy Batalion Pionierów
- XXVI Forteczny Oddział Artylerii Przeciwpancernej